# 예바 올렌스카야
예브게니야 (예바) 니키티치나 올렌스카야(아제르바이잔어: Yevgeniya (Yeva) Nikitiçna Olenskaya, 러시아어: Евгения (Ева) Никитична Оленская, 1900년 7월 28일 ~ 1959년 5월 19일)는 아제르바이잔의 배우이다. 1949년 소련 아제르바이잔 소비에트 사회주의 공화국 정부로부터 아제르바이잔 인민예술가 칭호를 받았다.

## 출연 작품
- Arşın mal alan (1917)